# ALA-LC-Transkription
Die ALA-LC-Transkription (engl. ALA-LC romanization oder Library of Congress romanization), zumeist abgekürzt als ALA-LC bezeichnet, ist eine Transkription bzw. Umschrift für ein nichtlateinisches Schriftsystem in die lateinische Schrift, die dem für die jeweilige Ausgangssprache von der American Library Association gemeinsam mit der US-amerikanischen Library of Congress festgelegten Standard folgt.
Diese Transkriptionsstandards werden von nordamerikanischen Bibliotheken und (für Beschaffungen seit 1975) von der British Library verwendet. Man findet sie daher häufig in englischsprachigen Publikationen angewendet.